# Чамбота
Чамбота је италијански паприкаш која се прави од поврћа. Потиче из јужног дела Италије.

## О јелу
Чамбoта је популарна широм јужне Италије, посебно на југу око Напуља. Постоји много индивидуалних и регионалних варијација овог јела, али све верзије садрже летње поврће. Уобичајени састојци су италијански плави патлиџан, тиквице, паприка, кромпир, лук, парадајз, бели лук, босиљак и маслиново уље. Чамбoта се најчешће служи као главно јело или уз роштиљско месо, као што је кобасица. Понекад се послужује са тестенином, палентом или пиринчем.
Чамбoта спада у категорију италијанских јела која је тешко дефинисати, позната као минестре, што значи да се налази негде између густе супе и чорбе. Често се упоређује са француским рататујем и оба јела припадају широј породици медитеранских чорби од поврћа.

## Занимљивост
Јело чамбoта можда никада неће бити наведено на италијанском менију. Вероватно се ни не налази у већини италијанских речника. Али ако се уђе у домаћу кухињи у јужној Италији, вероватно ће се затећи лонац овог поврћног паприкаша или чорбе који се крчка на штедњаку.